# Bregmaceros pescadorus
Bregmaceros pescadorus is een straalvinnige vissensoort uit de familie van doornkabeljauwen (Bregmacerotidae). De wetenschappelijke naam van de soort is voor het eerst geldig gepubliceerd in 1960 door Shen.